# Сухокучерявка щільна
{{#ifeq:0|0|{{#if:Dicranoweisia compacta|{{#if:|[[]}}|[[]]}}}}
Сухокучерявка щільна (Dicranoweisia compacta) — вид мохів порядку дикранальних (Dicranales).

## Поширення
Батьківщиною є Європа.